# Brachys aerosus
Brachys aerosus är en skalbaggsart som först beskrevs av Melsheimer 1845.  Brachys aerosus ingår i släktet Brachys och familjen praktbaggar. Inga underarter finns listade i Catalogue of Life.